# Distrito de Pisco
El distrito de Pisco es uno de los ocho que conforman la provincia de Pisco ubicada en el departamento de Ica en el Sur del Perú. Limita por el Norte con el distrito de San Clemente, por el Este con el distrito de Túpac Amaru Inca, por el Sur con el distrito de San Andrés y por el Oeste con el océano Pacífico.
Desde el punto de vista jerárquico de la Iglesia católica forma parte de la diócesis de Ica.

## Historia
Fue creado el 22 de junio de 1825 mediante decreto emitido por el libertador Simón Bolívar.

## Geografía
Ubicado a 27 m s. n. m., aparte de la ciudad, el distrito se dedica a las actividades agrícolas, principalmente al cultivo de la vid, el algodón (tipo Tangüis), caña de azúcar y las palmas datileras.
En el distrito se encuentra ubicada una base militar de la Fuerza Aérea del Perú.

## Autoridades

### Municipales
- 2019 - 2022[2]
  - Alcalde: Juan Enrique Mendoza Uribe, del Movimiento Regional Obras por la Modernidad.
  - Regidores:

  1. Miguel Ángel Palomino Jauregui (Movimiento Regional Obras por la Modernidad)
  2. Primitivo Ángulo Contreras (Movimiento Regional Obras por la Modernidad)
  3. Karla Tania Alva Pisconte (Movimiento Regional Obras por la Modernidad)
  4. José Alberto Godoy Galindo (Movimiento Regional Obras por la Modernidad)
  5. Wendy Arlette Penagos Gamboa (Movimiento Regional Obras por la Modernidad)
  6. Jorge Augusto Bravo Basaldua (Movimiento Regional Obras por la Modernidad)
  7. Jesús Walter Olivares Marcos (Movimiento Regional Obras por la Modernidad)
  8. Doornith Marlene Morón Domínguez (Acción Popular)
  9. Estefany Sofía Cárdenas Mere (Acción Popular)
  10. Bertila Mercedes Ferreyra Hernández (Unidos por la Región)
  11. Claudio Pillaca Cajamarca (Avanza País - Partido de Integración Social)

## Festividades
- Señor de la Agonía - Patrón Jurado y Protector de la Provincia
- San Clemente, Papa y Mártir
- Santísima Virgen de Chapi
- San Pedro - Distrito de San Andrés
- Santa Rosa de Lima
- San Martín de Porres
- Sierva de Dios, Luisa de la Torre Rojas - Distrito de Humay
- Desembarco de José de San Martín - 8 de septiembre